# Герб Східниці
Герб Східниці — офіційний символ селища Східниця Львівської області. Затверджений 19 червня 1996 року рішенням сесії Східницької селищної ради.
Автор проекту — А. Гречило

## Опис
У зеленому полі крокує золотий ведмідь з червоними очима, язиком і пазурами.

## Зміст
Ведмідь походить з печаток Східниці з ХІХ ст. Зелений колір символізує місцеві ліси та сучасну курортну функцію селища.

## Особливості використання
Фактично на практиці використовується не затверджена версія герба, а його варіант, побудований на основі композиції з прапора: у зеленому полі крокує золотий ведмідь з червоними очима, язиком і пазурами, вгорі — відділена ялинкоподібно золота глава.
Трапляються випадки, коли ведмідь подається негеральдичним бурим (коричневим) кольором.